# Leprechaun 4 : Destination cosmos
Série
Leprechaun 3
(1995) Leprechaun 5 : La Malédiction
(2000)
Pour plus de détails, voir Fiche technique et Distribution.
Leprechaun 4 : Destination cosmos ou L’Abominable Lutin 4 : Dans l'espace au Québec (Leprechaun 4 : In Space) est un film américain réalisé par Brian Trenchard-Smith sorti en 1997.

## Synopsis
Sur la planète Dominia, au XXIe siècle, un immonde lutin kidnappe la princesse Zarina dans l'espoir de monter sur le trône. Mais une troupe de soldats de l'espace compromet le projet du sinistre personnage, avec à leur tête, Mittenhand, un scientifique fou, mi-homme mi-machine depuis l'une de ses expériences. Momentanément neutralisé, le criminel s'introduit dans la peau d'un des combattants et s'éveille à bord du vaisseau de la patrouille. Alors que le docteur tente de retrouver son intégrité humaine en se livrant à une expérience sur la princesse, le lutin le transforme en une créature grotesque. S'ensuit un combat avec la troupe restante.

## Fiche Technique
- Titre original : Leprechaun 4 : In Space
- Titre français : Leprechaun 4 : Destination cosmos
- Titre québécois : L’Abominable Lutin 4 : Dans l'espace
- Réalisation : Brian Trenchard-Smith
- Scénario : Dennis Pratt
- Images : David Lewis
- Musiques : Dennis Michael Tenney
- Producteur : 	Mark Amin et Jonathon Komack Martin
- Pays d'Origine :  États-Unis
- Format : Couleurs
- Genre : Comédie horrifique, fantastique, science-fiction
- Durée : 95 minutes
- Date de Sortie :
  - États-Unis : 27 février 1997 (en VHS)
  - France : 1999 (en VHS)
- interdit aux moins 12 ans

## Distribution
- Warwick Davis : le Leprechaun
- Brent Jasmer (VF : Jérôme Keen) : sergent Books Malloy
- Jessica Collins: Dr. Tina Reeves
- Guy Siner : Dr. Pat de Velours/Pat d'Araignée (Dr. Mittenhand/Mittenspider en VO)
- Gary Grossman : Harold
- Rebekah Carlton (VF: Coco Noël): la princesse Zarina
- Tim Colceri : sergent Hooker
- Miguel A. Nunez Jr. (VF : Yann Pichon) : Sticks
- Debbe Dunning (VF: Coco Noël): Delores Costello
- Mike Cannizzo (VF: Patrick Pellegrin): Danny
- Rick Peters : Mooch
- Geoff Meed : Kowalski
- Ladd York : Lucky
- James Quinn : voix de l'ordinateur

## Critique
Ce film a été éreinté par la critique universellement. Il détient actuellement une cote de 0%[réf. nécessaire].

## Analyse